# Étienne Maréchal
Pour les articles homonymes, voir Maréchal.
Étienne Maréchal est un homme politique français né le 8 septembre 1797 à Beaune (Côte-d'Or) et mort le 7 mars 1869 à Bligny-sur-Beaune.

## Biographie
Avocat, il est magistrat sous la Monarchie de Juillet, de 1830 à 1834, il redevient avocat. Il est député de la Côte-d'Or de 1848 à 1851, siégeant d'abord comme républicain modéré, puis à droite.

## Sources
- « Étienne Maréchal », dans Adolphe Robert et Gaston Cougny, Dictionnaire des parlementaires français, Edgar Bourloton, 1889-1891 [détail de l’édition]